# Inierie
L'Inierie est un stratovolcan d'Indonésie situé sur l'île de Florès. Culminant à 2 245 mètres d'altitude, il est situé à proximité du village de Bajawa.